# Volby do orgánů samosprávných krajů na Slovensku 2001
Předseda NR SR svým rozhodnutím č. 320/2001 CFU ze dne 17. srpna 2001 vyhlásil volby do zastupitelstev samosprávných krajů a volby předsedů samosprávných krajů. Den voleb byl určen na 1. prosince 2001. Druhá kola se v případě voleb županů sedmi krajů (výjimkou byl Bratislavský kraj) konala následně 15. prosince 2001. Účast v prvním kole dosáhla 26 % oprávněných voličů a ve druhém kole 22,6 % oprávněných voličů. Toto byly první volby do VÚC v historii nezávislé Slovenské republiky (tj od r. 1993).

## Výsledky prvního kola voleb

### Volba předsedů VÚC
Bratislavský kraj
- Ľubomír Roman (SDKÚ, KDH, ANO, SMK-MKP, DS) 65 901 hlasů 56,49% Kandidát zvolen předsedou
- Milan Čič (HZDS, SMER, SDĽ, SOP, SZS) 38 466 hlasů 32,97%
- Jaroslav Paška (SNS) 3 611 hlasů, 3,09%
- Jozef Chajdiak (nezávislý) 1 849 hlasů 1,58%
- Karol Fajnor (KSS) 1 649 hlasů 1,41%
- Rastislav Blaško (SDSS) 1 354 hlasů 1,16%
- Alfred Nicholson (nezávislý) 1 171 hlasů 1,00%
- Zoltán Németh (nezávislý) 879 hlasů 0,75%
- Erika Vincoureková (LS) 452 hlasů 0,38%
- Viliam Mokráň (KLS) 395 hlasů 0,33%
- Andrej Trnovec (SLS) 305 hlasů 0,26%
- Stanislav Pánis (SNJ) 301 hlasů 0,25%
- Štefan Ösze (ROSA) 165 hlasů 0,14%
- Milan Mojslav Metod Mojš-Kováč (SLU) 144 hlasů 0,12%